# Liste der Gemarkungen in Ulm
Die Liste der Gemarkungen in Ulm umfasst die aktuellen Gemarkungen im baden-württembergischen Stadtkreis Ulm nach den Angaben des Landesamtes für Geoinformation und Landentwicklung.
| Nr.    | Gemarkung    | AGS      | Gemeinde | Fläche ha | Bevölkerung Zensus 2011-05-09 | WGS84                       |
| ------ | ------------ | -------- | -------- | --------- | ----------------------------- | --------------------------- |
| 088540 | Ulm          | 08421000 | Ulm      | 5277,89   | 99089                         | 48° 23′ 33″ N, 9° 57′ 48″ O |
| 088541 | Donaustetten | 08421000 | Ulm      | 599,82    | 1465                          | 48° 19′ 13″ N, 9° 56′ 12″ O |
| 088542 | Eggingen     | 08421000 | Ulm      | 808,5     | 1351                          | 48° 21′ 53″ N, 9° 52′ 11″ O |
| 088543 | Einsingen    | 08421000 | Ulm      | 665,1     | 2543                          | 48° 21′ 20″ N, 9° 54′ 26″ O |
| 088544 | Ermingen     | 08421000 | Ulm      | 835,47    | 1201                          | 48° 22′ 51″ N, 9° 53′ 46″ O |
| 088545 | Gögglingen   | 08421000 | Ulm      | 511,15    | 2836                          | 48° 20′ 27″ N, 9° 56′ 36″ O |
| 088546 | Jungingen    | 08421000 | Ulm      | 1356,11   | 3279                          | 48° 26′ 54″ N, 10° 0′ 8″ O  |
| 088547 | Lehr         | 08421000 | Ulm      | 558,96    | 2471                          | 48° 26′ 16″ N, 9° 58′ 13″ O |
| 088548 | Mähringen    | 08421000 | Ulm      | 794,32    | 1202                          | 48° 26′ 14″ N, 9° 56′ 4″ O  |
| 088549 | Unterweiler  | 08421000 | Ulm      | 451,64    | 1323                          | 48° 19′ 43″ N, 9° 58′ 8″ O  |